# Gorakhpur
Gorakhpur (hindi: गोरखपुर, urdú: گورکھپور) és una ciutat i municipi d'Uttar Pradesh, Índia, a la riba del Rapti Occidental i propera a la frontera amb Nepal. És capital del districte de Gorakhpur, de la divisió de Gorakhpur i d'un tehsil i un block que també porten aquest nom. Fou un centre budista i relativament prop de la moderna ciutat va néixer i morir Buda. Té un aeroport a 6 km de la ciutat. La població al cens del 2001 era de 624.570 habitants; el 1901 tenia 64.148 habitants.
La ciutat fou fundada vers 1400 i va agafar el nom del santó Gorakshanath, el principal deixeble del yogi Matsyendranath, fundador de la secta Nath Sampradaya. Va ser erigida en municipalitat el 1873. Fou escenari de la matança de Chauri Chaura el 4 de febrer de 1922 quan els manifestants nacionalistes indis van cremar vius a 19 policies a l'estació de Chauri-Chaura; per aquesta causa Mohandas Gandhi va posar fi al moviment de la No-cooperació iniciat el 1920. Fou damnada per un terratrèmol de magnitud 8,1 en l'escala de Richter el 1934.

## Llocs d'interès
- Sahid Smarak (Monuments als Màrtirs) de Chauri Chaura
- Taramandal, Planetarium
- Tarkullaha Devi
- Munshi Premchand Park, a Betia Hata
- Hanuman Mandir i Sai Temple, a Betia Hata
- Laldiggi Park
- Kushinagar
- Ambedkar Park
- Vinod Van (Petit Zoo)
- Ram Garh Tal, llac
- Nehru Park
- Quater de la Força Aèria de l'Índia
- Gorkha Recruitment Depot
- Geeta Vatika
- Water Park, prop de Tara Mandal, el parc aquàtic més gran d'Uttar Pradesh
- Bakhira Tal